# Hammered (альбом)
Hammered (с англ. — «Кованый») — шестнадцатый студийный альбом британской рок-группы Motörhead, выпущенный 9 апреля 2002 года. Единственный студийный альбом группы, выпущенный на лейбле Sanctuary Records и продюсированием которого занимались Том Панунцио и Чак Рид.

## Об альбоме
В записи диска принял участие клавишник Guns N' Roses Диззи Рид, который записал партию клавишных для композиции «Mine all Mine». Песня «The Game» была написана композитором WWE Джимом Джонстоном и была записана специально для рестлера этой организации Triple H, который использовал её как музыкальную тему во время своего выхода на ринг. Сам Triple H также поучаствовал в записи альбома, исполнив вместе с Лемми песню «Serial Killer».
В 2002 году также было выпущено ограниченное издание альбома, содержащее дополнительный диск с тремя бонус-треками и превью видеоальбома группы 25 & Alive Boneshaker.

## Список композиций
Авторами всех песен являются Лемми, Фил Кэмпбелл и Микки Ди, кроме отмеченных
| №   | Название                                  | Автор(ы) | Длительность |
| --- | ----------------------------------------- | -------- | ------------ |
| 1.  | «Walk a Crooked Mile»                     |          | 5:53         |
| 2.  | «Down the Line»                           |          | 4:23         |
| 3.  | «Brave New World»                         |          | 4:03         |
| 4.  | «Voices from the War»                     |          | 4:28         |
| 5.  | «Mine All Mine» (Совместно с Диззи Ридом) |          | 4:12         |
| 6.  | «Shut Your Mouth»                         |          | 4:08         |
| 7.  | «Kill the World»                          |          | 3:39         |
| 8.  | «Dr. Love»                                |          | 3:49         |
| 9.  | «No Remorse»                              |          | 5:18         |
| 10. | «Red Raw»                                 |          | 4:04         |
| 11. | «Serial Killer»                           | Лемми    | 1:45         |

| №   | Название                     | Автор(ы)      | Длительность |
| --- | ---------------------------- | ------------- | ------------ |
| 12. | «The Game»                   | Джим Джонстон | 3:30         |
| 13. | «Overnight Sensation» (Live) |               | 4:16         |

### Бонус-треки ограниченного издания (Диск 2)
| №  | Название                                                           | Автор(ы)                        | Длительность |
| -- | ------------------------------------------------------------------ | ------------------------------- | ------------ |
| 1. | «Shoot You in the Back» (Концертная запись с Wacken Open Air 2001) | Лемми, Эдди Кларк, Фил Тейлор   | 2:52         |
| 2. | «R.A.M.O.N.E.S.» (Концертная запись с Wacken Open Air 2001)        | Лемми, Кэмпбелл, Тейлор, Würzel | 1:35         |
| 3. | «The Game»                                                         | Джим Джонстон                   | 3:31         |

- Также содержит 16-минутное превью видеоальбома 25 & Alive Boneshaker

## Участники записи

### Motörhead
- Иэн Фрэйзер «Лемми» Килмистер — бас-гитара, вокал
- Фил Кэмпбелл — соло-гитара
- Микки Ди — ударные

### А также
- Диззи Рид — клавишные в «Mine all Mine»
- Triple H — дополнительный вокал в «Serial Killer»

## Позиции в чартах
| Год  | Чарт                    | Позиция |
| ---- | ----------------------- | ------- |
| 2002 | German Albums Chart     | 39      |
| 2002 | Sverigetopplistan       | 18      |
| 2002 | Suomen virallinen lista | 34      |
| 2002 | French Albums Chart     | 113     |